# Phare de Morro Santiago de Cuba
Le phare de Morro Santiago de Cuba (en espagnol : Faro de Morro Santiago de Cuba) est un phare actif situé à côté du Château de San Pedro de la Roca à Santiago de Cuba, dans la Province de Santiago de Cuba, à Cuba.

## Histoire
Le phare d'origine, établi en 1842, était une tour octogonale en fonte de 10 m de haut, préfabriquée à New York. Le phare a été endommagé pendant la guerre hispano-américaine, mais les autorités américaines l'ont réparé en 1899.
Le phare actuel a été achevé en 1914 mais, en raison des perturbations causées par la Première Guerre mondiale, son équipement optique n'a été installé qu'en 1923. Durant la guerre, la lumière fut installée provisoirement sur une tour en bois à claire-voie. C'est une tour cylindrique en maçonnerie; Le phare fonctionne toujours avec sa lentille de Fresnel de second ordre.
Le phare se trouve à l'est de la forteresse de la ville du XVIIe siècle, le Château de San Pedro de la Roca, site classé au patrimoine mondial de l'UNESCO. Il est situé sur un promontoire à environ 1 km à l'est de l'entrée du port de Santiago de Cuba.

## Description
Ce phare  est une tour cylindrique en maçonnerie, avec une galerie et une lanterne de 18 m de haut, à côté d'un quartier de gardiens d'un étage. La tour est peinte en blanc et la lanterne est argent. Il émet, à une hauteur focale de 82 m, deux éclats blancs par période de 10 secondes. Sa portée est de 27 milles nautiques (environ 50 km).
Identifiant : ARLHS : CUB-026 ; CU-0638 - Amirauté : J5046 - NGA : 110-13112.
|                 |
| Le phare (1940) |

### Lien connexe
- Liste des phares de Cuba